# Константа на Ридберг
Константата на Ридберг (R; R∞ за тежки атоми и RH за водород) е физична константа, отнасяща се за атомния спектър в спектроскопията. Наименувана е на шведския физик Йоханес Ридберг. Константата за пръв път се появява като емпирично запълващ параметър във формулата на Ридберг за водородната спектрална серия, но Нилс Бор по-късно показва, че стойността ѝ може да бъде изчислена от по-фундаментални константи, обяснявайки връзката чрез неговия модел на Бор. Към 2012 г. R∞ и g-фактора на електронния спин са най-точно измерените фундаментални физични константи.
Константата на Ридберг представлява ограничаващата стойност на най-голямото вълново число (обратната дължина на вълната) за всеки фотон, който може да бъде излъчен от водороден атом или вълновото число на фотона с най-малка енергия, способен да йонизира водородния атом от неговото основно състояние. Спектърът на водорода може да бъде изразен просто по отношение на константата на Ридберг, използвайки формулата на Ридберг.

## Единица за енергия на Ридберг
Единицата за енергия на Ридберг (означение Ry) е тясно свързана с константата на Ридберг. Съответства на енергията на фотона, чието вълново число е константата на Ридберг, т.е. йонизиращата енергия на водородния атом.

## Стойност на константата на Ридберг и единицата за енергия на Ридберг
Според данни от 2014 г., константата е:
{\displaystyle R_{\infty }={\frac {m_{\text{e}}e^{4}}{8\varepsilon _{0}^{2}h^{3}c}}=1.097\;373\;156\;8508(65)\times 10^{7}\,{\text{m}}^{-1},}
където {\displaystyle m_{\text{e}}} е масата в покой на електрона, {\displaystyle e} е елементарния заряд, {\displaystyle \varepsilon _{0}} е диелектричната константа на вакуума, {\displaystyle h} е константата на Планк, а {\displaystyle c} е скоростта на светлината във вакуум.
Тази константа често се използва в атомната физика под формата на единицата за енергия на Ридберг:
{\displaystyle 1\ {\text{Ry}}\equiv hcR_{\infty }={\frac {m_{\text{e}}e^{4}}{8{\varepsilon _{0}}^{2}h^{2}}}=13.605\;693\;009(84)\,{\text{eV}}.}

## Поява в модела на Бор
Моделът на Бор обяснява атомния спектър на водорода, както и други различни атоми и йони. Не е идеално точен, но е изключително добро приближение в много случаи и исторически играе важна роля в развиването на квантовата механика. Моделът на Бор постулира, че електроните се въртят около атомно ядро по начин, аналогичен на планетите, въртящи се около Слънцето.
В най-простата версия на модела на Бор, масата на атомното ядро се счита за безкрайна, в сравнение с масата на електрона, така че центърът на масата на системата лежи в барицентъра на ядрото. Това приближение с безкрайна маса е това, което се загатва с индекса {\displaystyle \infty }. Моделът на Бор тогава предсказва, че дължината на вълната на преходите на водородни атоми са:
{\displaystyle {\frac {1}{\lambda }}=R_{\infty }\left({\frac {1}{n_{1}^{2}}}-{\frac {1}{n_{2}^{2}}}\right)={\frac {m_{\text{e}}e^{4}}{8\varepsilon _{0}^{2}h^{3}c}}\left({\frac {1}{n_{1}^{2}}}-{\frac {1}{n_{2}^{2}}}\right)}
където n1 и n2 са кои да е две различни положителни цели числа (1, 2, 3, ...), а {\displaystyle \lambda } е дължината на вълната (във вакуум) на излъчената и погълнатата светлина.
Усъвършенстване на модела на Бор взема предвид и факта, че масата на атомното ядро не е безкрайна, в сравнение с масата на електрона. Тогава формулата е:
{\displaystyle {\frac {1}{\lambda }}=R_{M}\left({\frac {1}{n_{1}^{2}}}-{\frac {1}{n_{2}^{2}}}\right)},
където {\displaystyle R_{M}=R_{\infty }/(1+m_{\text{e}}/M),} и M е общата маса на ядрото. Тази формула се появява от заместване на масата на електрона с приведена маса.
Обобщение на модела на Бор описва водородоподобен йон, т.е. атом с атомно число Z, който има само един електрон, като например C5+. В този случай вълновите числа на фотонните енергии се увеличават с коефициент Z2 в модела.

## Измерване
Константата на Ридберг е една от най-точно изчислените физични константи, с относителна експериментална колебливост от по-малко от 7 части на 1012. Възможността тя да бъде измерена с такава голяма прецизност ограничава пропорциите на стойностите на другите физични константи, които я определят.
Тъй като моделът на Бор не е идеално точен, поради фина структура, суперфина структура и други такива ефекти, константата на Ридберг {\displaystyle R_{\infty }} не може да бъде измерена пряко с много голяма точност само от атомните преходни честоти на водорода. Вместо това константата на Ридберг се загатва от измервания на атомните преходни честоти на три различни атома (водород, деутерий и антипротонен хелий). Детайлни теоретични изчисления в рамките на квантовата електродинамика се използват за отчитане на ефектите на крайната ядрена маса, фина структура, хиперфина структура и т.н. Стойността на {\displaystyle R_{\infty }} идва от най-доброто нагласяване на измерванията спрямо теорията.